# Peter Quill (Universo cinematográfico de Marvel)
Peter Jason Quill, también conocido como Star-Lord, es un personaje ficticio interpretado por Chris Pratt en la franquicia del Universo cinematográfico de Marvel, basado en el personaje de Marvel Comics del mismo nombre. En la franquicia, Quill se representa inicialmente como un miembro del grupo de mercenarios espaciales llamado los Devastadores el cual fue secuestrado de la Tierra cuando era niño. Se convierte en el líder de los Guardianes de la Galaxia después de que se reúnan por necesidad para evitar que Ronan el Acusador destruya Xandar.
Quill ha aparecido en seis películas del UCM, comenzando con Guardianes de la Galaxia en 2014. El personaje apareció nuevamente en Guardianes de la Galaxia vol. 2 en 2017, seguido de Avengers: Infinity War en 2018, Avengers: Endgame en 2019, en Thor: Love and Thunder de 2022, en el especial de televisión The Guardians of the Galaxy Holiday Special, también de 2022, y en Guardianes de la Galaxia Vol. 3, de 2023.

## Concepto y creación

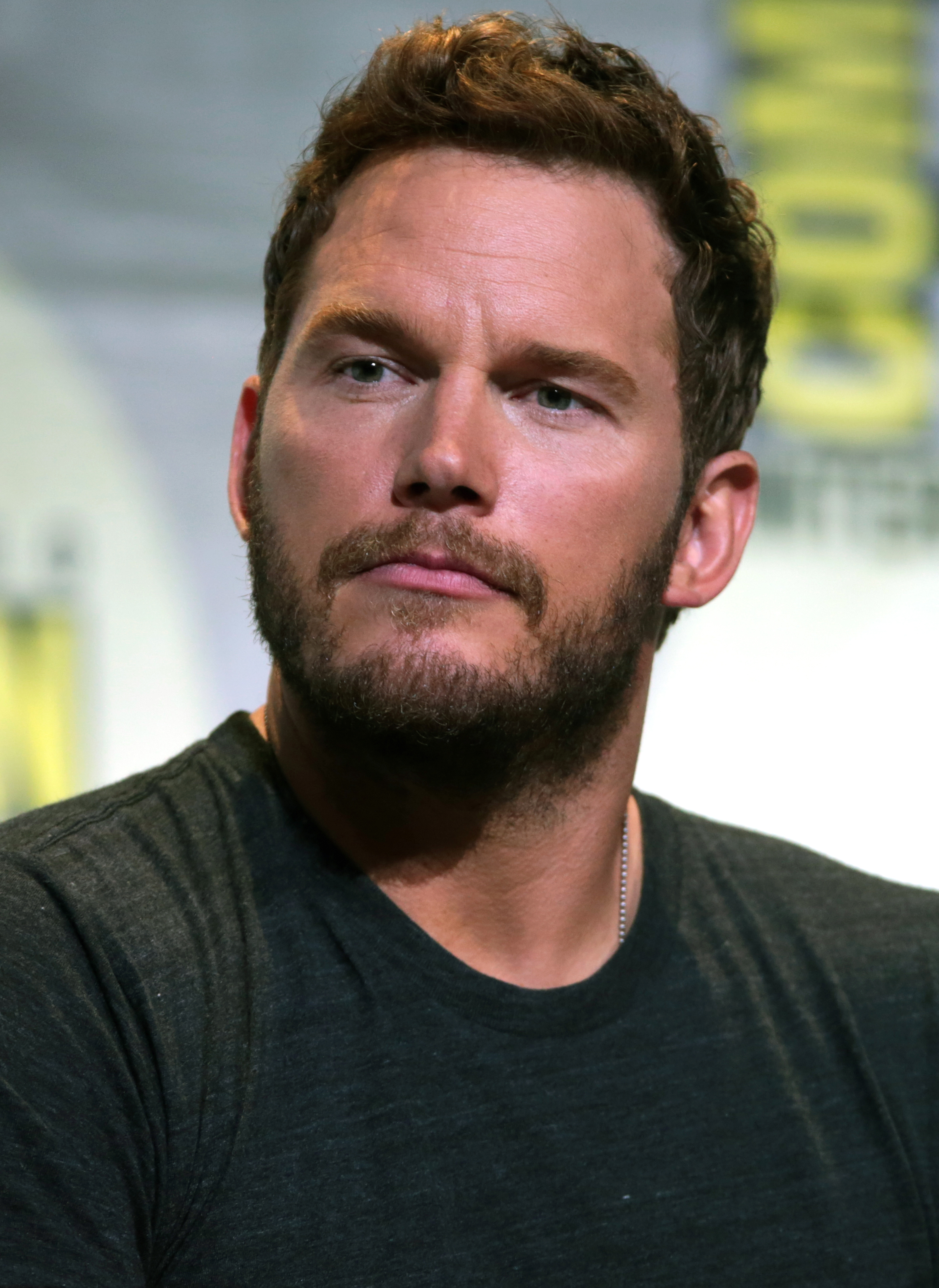
Chris Pratt hablando en la Comic-Con Internacional de San Diego de 2016 en San Diego, California.

El personaje del cómic apareció por primera vez en la publicación de la revista en blanco y negro Marvel Preview #4 (enero de 1976). El creador Steve Englehart estableció al personaje como "un idiota desagradable e introvertido" que estaba destinado a evolucionar en "el ser más cósmico del universo", pero este desarrollo no se realizó después de que Englehart dejó Marvel.  Star-Lord continuó apareciendo en Marvel Preview, con el escritor Chris Claremont renovando el personaje y usando historias de aventuras de ciencia ficción como los juveniles de Heinlein como inspiración. Star-Lord hizo apariciones esporádicas durante los próximos años en varios títulos, con el personaje jugando un papel central en la historia cruzada de "Annihilation: Conquest", y el segundo volumen de la serie de 2008 de Guardianes de la Galaxia, con un equipo liderado por Star-Lord durante la duración de los 25 números del título.
El presidente de Marvel Studios, Kevin Feige, mencionó por primera vez a Guardianes de la Galaxia como una posible película en la Comic-Con International de San Diego de 2010, y dijo: "También hay algunos títulos oscuros, como Guardianes de la Galaxia. Creo que han sido renovados recientemente, de una manera divertida en el [cómic]". Feige reiteró ese sentimiento en una edición de septiembre de 2011 de Entertainment Weekly, diciendo: "Existe la oportunidad de hacer una gran epopeya espacial, que Thor insinúa, en el lado cósmico" del Universo Cinematográfico de Marvel. Feige agregó que, si se hiciera la película, presentaría un conjunto de personajes, similar a X-Men y los Vengadores. Feige anunció que la película estaba en desarrollo activo en la Comic-Con International de San Diego en 2012 durante el panel de Marvel Studios, con una fecha de estreno prevista para el 1 de agosto de 2014. Dijo que el equipo titular de la película estaría formado por los personajes Star-Lord, Drax el Destructor, Gamora, Groot y Rocket.

## Caracterización
Quill se presenta en Guardianes de la Galaxia como el líder mitad humano, mitad alienígena de los Guardianes el cual fue secuestrado en Misuri cuando era niño en 1988 y criado por un grupo de ladrones y contrabandistas alienígenas llamados los Devastadores. Pratt fue elegido para el papel en febrero de 2013, como parte de un contrato de varias películas que firmó con Marvel. Sobre el personaje, Pratt dijo: "Pasó un momento difícil cuando era niño, y ahora va por el espacio, besándose con chicas alienígenas calientes y siendo un pícaro y un poco idiota, y haciendo equipo con estos chicos, encuentra un propósito superior para sí mismo". También agregó que el personaje es una mezcla de Han Solo y Marty McFly. Pratt, quien era principalmente conocido por interpretar personajes secundarios, incluido Andy Dwyer en la serie de televisión Parks and Recreation, inicialmente rechazó el papel. Pratt había perdido peso para interpretar personajes aptos en películas como Moneyball y Zero Dark Thirty, y había renunciado a sus ambiciones de interpretar el papel principal en películas de acción después de humillantes audiciones para Star Trek y Avatar. La directora de casting Sarah Finn le sugirió a Pratt a Gunn, quien rechazó la idea a pesar de tener dificultades para elegir ese papel. A pesar de esto, Finn organizó una reunión entre los dos, momento en el que Gunn se convenció de inmediato de que Pratt era perfecto para el papel. Pratt también se ganó a Feige, a pesar de haber vuelto a subir de peso para Delivery Man.  Antes de la filmación, Pratt se sometió a una dieta estricta y un régimen de entrenamiento para perder 60 libras (27 kg) en seis meses. Pratt firmó un contrato de películas múltiples con Marvel, y se le concedió una licencia temporal de su trabajo en Parks and Recreation para acomodar su participación en la película. Wyatt Oleff interpretó a un joven Quill en esta película, y nuevamente en Guardianes de la Galaxia vol. 2.
En Guardianes de la Galaxia vol. 2, Pratt dijo que Quill ahora es famoso en "toda la galaxia por haber salvado a tanta gente... Se siente como parte de este grupo, un líder de este grupo. Es un poco más responsable y trata de no meterse en problemas". pero no necesariamente haciendo el mejor trabajo". Pratt afirmó que trabajar en la película lo obligó a aceptar la muerte de su propio padre. Pratt describió su papel en su próxima aparición, en Avengers: Infinity War, como una aparición de "estrella invitada" y dijo "puedes ser un poco más vibrante; un poco más irreverente; un poco más colorido si quieres que sea".

## Biografía ficticia del personaje

### Origen
El padre de Peter Quill era el celestial Ego (un hecho del que Quill no sabe hasta más tarde), mientras que su madre, Meredith, era una humana de Misuri en el planeta Tierra. Cuando era niño en 1988, Quill observa cómo su madre muere de cáncer. Incapaz de lidiar con eso, huye y es secuestrado por la nave espacial extraterrestre de una banda mercenaria llamada los Devastadores, liderada por Yondu Udonta. Aunque Yondu había sido contratado por Ego para entregar a Quill y siendo consciente de las monstruosas intenciones de Ego, se queda con el niño y lo cría como parte de su banda de ladrones. Debido a su propia educación dura, Yondu es severo con Quill, pero también cariñoso. En un momento, se burla del intento de un joven Quill de celebrar la Navidad, destruyendo su árbol y tirando sus regalos, pero luego cede y abre el regalo que Quill le dio, y le regala a Quill un juego de blásters.

### Convirtiéndose en un guardián de la galaxia
26 años después, un adulto Quill es miembro de los Devastadores y ha tenido muchas aventuras por la galaxia. Mientras está en un trabajo de recolección, Quill se ve envuelto en una lucha de poder significativa y una guerra de venganza entre dos poderes galácticos avanzados; el señor de la guerra Kree, Ronan el Acusador y los Nova Corps de Xandar, mientras que Yondu también lo persigue después de no poder traerle una reliquia robada que él encontró en Morag, llamada "El Orbe" (más tarde se reveló que contenía una gema del infinito).
Después de recuperar con éxito la gema del poder, regresa a Xandar, donde se enfrenta a Gamora, que intenta robar la gema para ella, y Rocket y Groot, que intentan capturar a Quill para cobrar una recompensa por él. Después de que estalla una pelea, los cuatro son enviados a una prisión de los Nova Corps llamada Kyln. Rompen con otro compañero de celda llamado Drax el Destructor y escapan en una nave espacial, donde se convierten en los Guardianes de la Galaxia. Gamora los lleva a Knowhere, donde el Coleccionista les enseña el significado de las gemas del infinito. Sin embargo, son atacados por las fuerzas de Ronan y son obligados a huir, perdiendo la gema del poder en el proceso. Al enterarse de que Ronan planea usar la gema del poder para destruir completamente a Xandar, viajan a Xandar para detenerlo, con la ayuda de Yondu. Después de una batalla entre el ejército de Ronan y el Nova Corps, los Guardianes logran destruir el buque de guerra Kree. Quill inicia un baile para distraer a Ronan mientras los demás disparan el hacha de Ronan para liberar la gema del poder, que Quill y los demás usan para desintegrar a Ronan. Al final, Quill y los Guardianes son nombrados héroes, aunque promete vigilar al equipo en caso de que vuelvan a infringir alguna ley. A lo largo de la película, se muestra a Quill escuchando un mixtape de varias canciones exitosas de 1962 a 1986 en un Walkman que le fue dado por su madre, que sirve como su única conexión con la Tierra

### Encuentro con Ego
Unos meses más tarde, Quill y los Guardianes son contratados por los Soberanos para luchar contra un alienígena que ataca sus valiosas baterías, a cambio de Nebula quien había sido atrapada en un intento de robarlas. Después de enterarse de que Rocket robó algunas de las baterías de los soberanos, son atacados por los mismos y a duras penas aterrizan en un planeta, donde Quill se encuentra con su padre, que se revela como Ego, un celestial primordial que se manifiesta en un avatar humano que le permite interactuar con otras razas. Quill, Gamora y Drax van con Ego a su planeta, donde se encuentran con Mantis, la sirviente de Ego. Ego le informa a Quill que él también posee sus habilidades celestiales. 
Quill está inicialmente feliz de haber encontrado a su padre y tener familia nuevamente, sin embargo, finalmente se revela que Ego tiene la intención de terraformar todos los demás planetas en extensiones de sí mismo, matando a todas las demás formas de vida, y había concebido a Quill con la intención de que su hijo proporcionara la potencia adicional necesaria para hacerlo. Después de que Ego revela que mató a su madre, Quill se vuelve contra él. Quill mantiene a Ego ocupado en combate con sus nuevos poderes celestiales hasta que Baby Groot coloca una bomba en el cerebro de Ego. Después de que Ego muere y Quill pierde sus poderes celestiales, Yondu lo rescata de la destrucción del planeta. En el espacio, Yondu le da a Quill el último traje espacial, sacrificando su vida para salvarlo. Los Guardianes le dan a Yondu un funeral honorable, llegando luego los Devastadores para rendirle homenaje.

### Infinity War y resurrección
Cuatro años después, Quill y los Guardianes responden a una señal de socorro y terminan rescatando a Thor, que flota en el espacio entre los restos del Statesman. Quill lleva a Gamora, con quien ahora tiene una relación romántica, a Knowhere, acompañada de Drax y Mantis. En el camino, Gamora le hace prometer que la matará si Thanos la captura, para evitar que se entere de la ubicación de la gema del alma, que ella conoce. En Knowhere, sin embargo, Gamora es capturada por Thanos, y Quill no la mata como había prometido, en parte debido al uso de la gema de la realidad por parte de Thanos. Después de que Thanos se va con Gamora, Quill, Drax y Mantis viajan a Titán y se encuentran con Tony Stark, Stephen Strange y Peter Parker, lo que lleva a una breve confrontación en la que se dan cuenta de que están del mismo lado. Luchan contra Thanos cuando él llega y ganan momentáneamente, con Mantis sometiéndolo con sus poderes, hasta que Quill se entera de la muerte de Gamora y ataca a Thanos, rompiendo el control de Mantis. Thanos luego obtiene la gema del tiempo y sale de Titán para terminar de ensamblar el guantelete del infinito en la Tierra. Cuando Thanos chasquea los dedos, destruyendo la mitad de la vida en el universo, Quill se encuentra entre los que se desintegran.
Cinco años después, Quill vuelve a la vida y es llevado a través de un portal al norte del estado de Nueva York, donde participa en la batalla final contra una versión alternativa de Thanos. Allí, Quill conoce a una Gamora alterna, quien (debido a no tener los recuerdos de su contraparte fallecida) rechaza su afecto. Después de que Tony Stark sacrifica su vida para derrotar a Thanos y su ejército, Quill asiste al funeral de Stark; antes de partir, se muestra que está buscando a la Gamora de 2014. Deja la Tierra con Thor y los Guardianes restaurados, quienes sugieren que debería luchar contra Thor por el honor del liderazgo, una sugerencia que tanto él como Thor descartan en broma. Junto a Thor y Kraglin, los Guardianes respondieron varias llamadas de socorro en toda la galaxia.

### Consecuencias
En 2024, los Guardianes responden a una señal de una tribu de Indigarrianos, que había sido atacada por Habooksa el Horrible y un ejército de Booskan. Severamente superados, los Guardianes solicitan la ayuda de Thor, que había estado ocupado meditando. Quill anima a Thor cuando este último se une a la lucha, superando fácilmente al ejército de Booskan pero destruyendo el templo sagrado de los indigarrianos en el proceso. Más tarde, los Guardianes partieron para responder a más llamadas de socorro como resultado del alboroto de Gorr en la galaxia, aunque Thor decidió no unirse a ellos para ayudar a su amiga Sif, y Quill le dio a Thor algunos consejos antes de que se separaran.
Tiempo después, Los Guardianes luego compran Knowhere al Coleccionista, pero Quill sigue deprimido por perder a Gamora. En Navidad, Mantis y Drax intentan animarlo secuestrando a su máximo héroe, el actor Kevin Bacon, y entregándoselo a Quill como regalo. Quill al ver lo que han hecho, libera a Bacon, quien luego decide quedarse y ayudar a los Guardianes a celebrar la Navidad. Posteriormente, Mantis revela que ella es su media hermana, lo que trae alegría a Quill.

### Salvando a Rocket
Después de reconstruir Knowhere, Quill ha caído en un profundo alcoholismo, cada vez más triste por la muerte de Gamora. Sin embargo, los Guardianes son atacados por Adam, un ser superpoderoso creado como venganza por su "madre" y la emperatriz de los Soberanos, Ayesha. Rocket queda gravemente herido, lo que deja a los Guardianes incapaces de atender sus heridas debido a un interruptor de muerte incrustado en él. Quill y el equipo deciden viajar al Orgoscopio, sede de la compañía Orgocorp del Alto Evolucionador, con la esperanza de encontrar un código de anulación. Con la ayuda de los Devastadores y una Gamora renuente, se infiltran en la Orgosfera y recuperan el archivo de Rocket. Sin embargo, son atacados por los guardias de Orgosfera, y apenas escapan después de que Quill activa de forma remota a los guardias.
La próxima visita del equipo a Contra-Tierra en contra del consejo de Gamora, quien enojado los rescata después de llamar no solo a los Guardianes, en su conjunto por ellos constantemente haciendo planes separados porque les da la gana, sino a Quill por su necesidad de hacerla como la Gamora que una vez conoció. Quill, Nebula y Groot rastrean al científico Theel de Orgocorp hasta la nave del Alto Evolucionador. El barco comienza a despegar con Quill y Groot capturados a bordo, y la pareja derrota con éxito a los hombres del Alto Evolucionador y captura a Theel, saltando con él y recuperando su memoria antes de que Gamora los encuentre. En la nave de los Guardianes, Rocket se queda plano, pero Quill implementa con éxito el código de anulación y lo revive. Mientras los Guardianes rescatan a niños y animales retenidos en la nave del Alto Evolucionador, Quill apenas escapa y comienza a congelarse en el espacio antes de ser rescatado por Adam.
Después de la batalla, Quill se despide de Gamora y finalmente acepta que la versión de ella de la que se enamoró se ha ido. Los Guardianes, en su forma actual, deciden disolverse al regresar a Knowhere. Quill otorga el rango de Capitán de los Guardianes a Rocket antes de partir hacia la Tierra, donde se reúne con su abuelo.

## Versiones alternativas

### Variante de 2014
Una versión alternativas de Quill de los eventos de Guardianes de la Galaxia aparece en Avengers: Endgame.

#### Atraco en el tiempo
En un 2014 alternativo, Quill llega a Morag para tomar la Gema del Poder, pero Nebula y James Rhodes lo noquean, debido a que venía de la línea de tiempo principal.

### What If...?
Varias versiones alternativas de Quill aparecen en la serie animada What If...?, siendo su voz interpretada por Brian T. Delaney.

#### Vida en la Tierra
En un 1988 alternativo, los miembros de los Devastadores, Kraglin y Taserface, secuestran por error a T'Challa en lugar de Quill, para consternación de Yondu. Como resultado, Quill pasa los próximos veinte años viviendo una vida normal en la Tierra en Misuri. En 2008, mientras trabajaba como conserje de Dairy Queen, Ego lo encuentra y se presenta como su padre cuando termina el episodio.
Ego comienza a drenar los poderes celestiales de Quill y terraformar el universo. Luego es salvado por T'Challa, quien destruye el cuerpo físico de Ego antes de que sea reclutado por el Vigilante para ser parte de los Guardianes del Multiverso. Tras la derrota de Ultrón, T'Challa le enseña a Quill cómo disparar un bláster.

#### La conquista de Ultrón
En un 2015 alternativo, Quill, junto con los otros Guardianes de la Galaxia, son asesinados por Ultrón cuando defendían al planeta Soberano.

#### Controlado por Ego
En un año alternativo de 1988, Yondu Udonta entregó al joven Peter a su padre Ego, quien lo influyó para que atacara y destruyera otros mundos para la Expansión. Cuando ataca la Tierra, Peter se encontró con la resistencia del Rey T'Chaka/Black Panther, Hank Pym/Ant-Man, Bill Foster/Goliath, Thor, Bucky Barnes/Winter Soldier y Mar-Vell/Wendy Lawson. Inicialmente leal a su padre, Peter finalmente cambia de opinión después de conocer a la hija de Hank, Hope (con quien forma un vínculo estrecho) y después de visitar la tumba de su madre Meredith, donde Hank (que simpatiza con Peter por la pérdida de su madre) convence a Peter para enfrentarse al Ego.

## Recepción
En una reseña de 2014 de la primera Guardianes de la Galaxia, Scott Foundas de Variety dijo: "El presunto iniciador de la franquicia de James Gunn es demasiado largo, sobrecargado y, a veces, demasiado ansioso por complacer, pero el tono cómico descarado mantiene las cosas animadas, al igual que Chris Pratt y su actuación ganadora". 